# アルフォンソ・ジョンソン
アルフォンソ・ジョンソン（英語: Alphonso Johnson、1951年2月2日 - ）は、アメリカのジャズ・ベーシスト。1970年代初頭に頭角を現して以来、影響を与え続けている。

## 経歴
アメリカ合衆国・ペンシルベニア州・フィラデルフィアに生まれる。ジョンソンは、最初はアップライトベースの演奏者だったが、10代後半でエレクトリックベース奏者に転身している。プロとして1970年代初頭に演奏活動を始めるが、コントラバスの奏者としての経験を生かした技術を取り入れ、エレクトリック・ベースを滑らかに、かつすばらしく弾きこなした。ジャズ・ミュージシャン何人かとセッションをした後、ウェザー・リポートに加入することになるが、それは、バンド創立時のメンバーの一人であるミロスラフ・ヴィトウスの後を継ぐということであった。ジョンソンの演奏はウェザー・リポートのアルバム『ミステリアス・トラヴェラー』(1974年)では収録された2曲、「Cucumber Slumber」と「Scarlet Woman」で聴くことができる。ジョンソンはさらにもう2枚のアルバムに参加している。『テイル・スピニン』(1975年)と『ブラック・マーケット』(1976年)である。その後、彼はドラマーのビリー・コブハムと合流するため、バンドを辞めることになる。1976年から77年にかけて、ジョンソンはバンド・リーダーとして、エピック・レコードから3枚のソロ・アルバムを出している。その内容はフュージョン・ファンク・スタイルの音楽であった。
ジョンソンは、チャップマン・スティックを公の場で使用した初期のミュージシャンの一人である。チャップマン・スティックに精通していたことから、1977年にギタリストのスティーヴ・ハケットが辞めた後のジェネシスに加入するよう誘われている。彼にとっては大きな利益をもたらす仕事であったが、彼はギタリストというよりはベーシストであったため、彼の友人で元Sweetbottomのギタリストでありセッション・ミュージシャンでもあったダリル・ステューマーを代わりに推薦している。ダリルは、1993年までジェネシスのツアーバンドのギタリストを務めた。また、2007年のリユニオン・ツアーにも参加している。
1980年、ジョンソンは、フィル・コリンズのファースト・ソロ・アルバムである『夜の囁き』に参加した2人のベーシストのうちの一人である（もう一人はジョン・ギブリン）。
1982年初頭、ジョンソンはグレイトフル・デッドのメンバーであるボブ・ウェアのサイド・プロジェクトである「ボビー&ザ・ミッドナイツ」に参加している。
1983年、ジェフリー・オズボーンのアルバム『ステイ・ウィズ・ミー・トゥナイト』に参加し、タイトル曲がヒットしている。
1985年、ラテン・ロック・バンドのサンタナに1989年まで参加している。
1996年、スティーヴ・ハケットのアルバム『ジェネシス・リヴィジテッド』の収録曲「Dance on a Volcano」「Fountain of Salmacis」でベースを演奏している。
1996年後半、作曲家でありサックス奏者でもあるウェイン・ショーター、ピアニストのジム・ビアード、ドラマーのロドニー・ホームズ、ギタリストのディヴィッド・ギルモア達と一緒にヨーロッパと日本でツアーを行っている。
2000年、グレイトフル・デッドのフィル・レッシュに代わって1982年以来、再度ボブ・ウェアと合流し「The Other Ones」ツアーに参加している。ジョンソンはまた、「Jazz Is Dead」というバンドでビリー・コブハムと共に、グレイトフル・デッドの曲をフュージョンのスタイルでも演奏している。
2011年秋、カリフォルニア州立大学ノースリッジ校の音楽学部で音楽教育を教えている。

## 使用機材

### エレクトリック・ベース
- Lobue Custom
- Warwick Alphonso Johnson Signature Fretted and Fretless
- Warwick Infinity
- 5 String Modulus Fretted and Fretless Bass

### アコースティック・ベース
- Washburn AB45

## ディスコグラフィ

### リーダー・アルバム
- 『ムーンシャドウズ』 - Moonshadows (1976年、Epic)
- 『幻想夢譚』 - Yesterday's Dreams (1976年、Epic)
- 『スペルバウンド』 - Spellbound (1977年、Epic)

### 参加アルバム
ウェザー・リポート
- 『ミステリアス・トラヴェラー』 - Mysterious Traveller (1974年)
- 『テイル・スピニン』 - Tale Spinnin' (1975年)
- 『ブラック・マーケット』 - Black Market (1976年)

エディ・ヘンダーソン
- 『サンバースト』 - Sunburst (1975年)

ビリー・コブハム＝ジョージ・デューク・バンド
- 『ライヴ』 - Live on Tour in Europe (1976年、Atlantic)

アラン・ホールズワース
- 『ベルベット・ダークネス』 - Velvet Darkness (1976年、CTI)

フローラ・プリム
- 『オープン・ユア・アイズ・ユー・キャン・フライ』 - Open Your Eyes You Can Fly (1976年)

エルメート・パスコアール
- 『スレイヴス・マス』 - Slave Mass (1977年)

チェット・ベイカー
- 『ユー・キャント・ゴー・ホーム・アゲイン』 - You Can't Go Home Again (1977年)

ディー・ディー・ブリッジウォーター
- 『シーフ・イン・ザ・ナイト』 - Just Family (1977年)

ロッド・アージェント
- 『ムーヴィング・ホーム』 - Moving Home (1978年)

フィル・コリンズ
- 『夜の囁き』 - Face Value (1981年)

ボブ・ウェア
- 『ボビー&ザ・ミッドナイツ』 - Bobby and the Midnites (1981年)
- Where the Beat Meets the Street (1984年)

ジェフリー・オズボーン
- 『ステイ・ウィズ・ミー・トゥナイト』 - Stay With Me Tonight (1983年)

サンタナ
- 『ビヨンド・アピアランス』 - Beyond Appearances (1985年)
- 『フリーダム』 - Freedom (1987年)
- 『スピリッツ・ダンシング』 - Spirits Dancing in the Flesh (1990年)

サラ・ヴォーン
- 『ブラジリアン・ロマンス』 - Brazilian Romance (1987年)

フランク・ギャンバレ
- 『パッセージ』 - Passages (1994年)
- 『シンキング・アウト・ラウド』 - Thinking Out Loud (1995年)

スティーヴ・ハケット
- 『ジェネシス・リヴィジテッド』 - Genesis Revisited (1996年)

アブラクサス・プール
- 『アブラクサス・プール』 - Abraxas Pool (1997年)

ジョージ・ケイブルス
- Shared Secrets (2001年、MuseFX)